# Christian Malcolm
Christian Malcolm (ur. 3 czerwca 1979 w Cardiff) – walijski lekkoatleta, sprinter, czterokrotny olimpijczyk (2000, 2004, 2008, 2012).
Największe sukcesy odnosił startując w brytyjskiej sztafecie 4 × 100 metrów. W 2003 brytyjska sztafeta zajęła 2. miejsce podczas Mistrzostw Świata w Lekkoatletyce rozegranych w Paryżu osiągając czas 38,06 jedynie o 0,02 s gorszy od zwycięzców – sztafety amerykańskiej. Srebrne medale zostały jednak Brytyjczykom (biegnącym w składzie: Christian Malcolm, Darren Campbell, Marlon Devonish oraz Dwain Chambers) odebrane z powodu dopingu wykrytego u Chambersa. 2 lata później na Mistrzostwach Świata w Helsinkach obyło się już bez wpadek dopingowych Jason Gardener, Marlon Devonish, Christian Malcolm oraz Mark Lewis-Francis zdobyli brąz, który to obronili dwa lata później w Osace (zamiast Gardenera biegł Craig Pickering). Malcolm był również liderem brytyjskiej sztafety podczas Młodzieżowych Mistrzostw Europy (Göteborg 1999), która na tej imprezie wywalczyła złoty medal. Dwa lata wcześniej Malcolm poprowadził do złota sztafetę na Mistrzostwach Europy juniorów w lekkoatletyce (Lublana 1997).
W zmaganiach indywidualnych Malcolm odnosił największe sukcesy w biegu na 200 metrów, ważniejsze z nich :
- złoto (Gandawa 2000) oraz srebro (Wiedeń 2002) w Halowych Mistrzostwach Europy Seniorów.
- srebro podczas Halowych Mistrzostw Świata (Lizbona 2001)
- srebro na Młodzieżowych Mistrzostwach Europy w Lekkoatletyce (Göteborg 1999)
- 4 zwycięstwa w Pucharze Europy w Lekkoatletyce (Gateshead 2000, Bydgoszcz 2004, Florencja 2005 oraz Malaga 2006)
- 1. miejsce podczas Mistrzostw Świata Juniorów w Lekkoatletyce (Annecy 1998)
- 2. miejsce na Igrzyskach Dobrej Woli (Kuala Lumpur 1998)
- dwukrotnie 5. miejsce na Igrzyskach Olimpijskich (Sydney 2000 oraz Pekin 2008)
- 1. miejsce podczas Mistrzostw Europy juniorów w lekkoatletyce (Lublana 1997)
- 4. miejsce w biegu na 200 metrów podczas pucharu interkontynentalnego w Splicie (2010)
- brąz igrzysk Wspólnoty Narodów (Nowe Delhi 2010)

W biegu na 100 metrów największy sukces odniósł podczas Mistrzostw Świata Juniorów w Lekkoatletyce, kiedy to sięgnął po złoty medal (Annecy 1998). Rok wcześniej zdobył srebro na Mistrzostwach Europy juniorów w lekkoatletyce (Lublana 1997).

## Rekordy życiowe
- bieg na 100 m – 10,11 (2001)
- bieg na 200 m – 20,08 (2001)
- bieg na 50 m (hala) – 5,81 (2004)
- bieg na 60 m (hala) – 6,64 (2001)
- bieg na 200 m (hala) – 20,54 (2000)